# 伟易达集团
偉易達（英語：Vtech Holdings Limited，港交所：0303）是一家主要從事電子產品業務的香港投資控股公司。

## 名稱與上市
偉易達的首件產品為家用電視遊戲機，因此最初以Video Technology Limited為公司名稱。於1991年，偉易達因應產品類別的多元化發展，正式改名為VTech Holdings Limited。
公司最初於1986年6月以「偉易達集團有限公司」的名稱在香港上市。於1990年，偉易達進行私有化及從香港聯合交易所有限公司除牌。
偉易達於1991年在倫敦證券交易所作第一上市。於1992年，偉易達在香港聯合交易所有限公司重新上市，在倫敦及香港擁雙重第一上市地位，並於1993年設立美國預託證券計劃。
偉易達自2008年10月7日起自願取消在倫敦證券交易所的上市地位，並由2011年1月21日起終止其美國預託證券計劃。

## 歷史

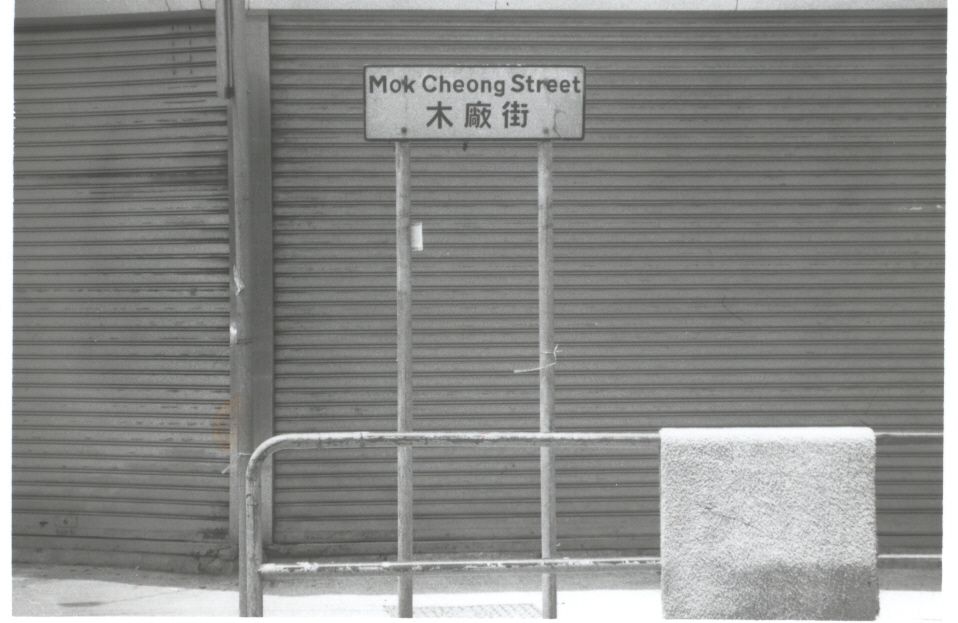
1976年，偉易達的辦公室及廠房設於土瓜灣木廠街

偉易達由兩位本地企業家黃子欣（Allan Wong）及梁棪華（Stephen Leung）於1976年10月在香港創立。全球第一款單晶片微處理器 Intel 4004 於70年代初面市，偉易達認為這將為手提式消費電子產品的發展帶來潛力。當時他們以4萬美元的資金於土瓜灣木廠街開設小型工廠，聘用40名員工。成立首年，偉易達的營業額少低於100萬美元。
偉易達早期主要發展電視遊戲機，於1977年推出第一部家庭電視遊戲機，是家用版的Pong。由於當時只有北美和歐洲的消費者才能負擔這類型電子產品，所以偉易達亦以這些海外市場為主要銷售目標。
因為英國與香港的電視系統相同，所以偉易達選擇英國作為Pong的首個市場。1978年，兩位創辦人向來自美國RadioShack的買家推介自行研發的LED遊戲，產品最終以RadioShack品牌在市場發售。
此後，偉易達開始建立自己品牌。在1980年2月的紐約玩具展，推出其首件電子學習產品Lesson One，讓小孩學習英文拼字及算術。另一版本則以Computron為名，於美國西爾斯百貨（Sears）獨家發售。Computron的廣告刊登在西爾斯購物目錄的當眼位置，而該目錄是當時很流行的購物指南。
其後，偉易達擴展至個人電腦業務，包括自1983年推出的IBM兼容個人電腦及自1985年推出的蘋果II兼容電腦，當中包括Laser 128型號。由於市場競爭激烈，公司最終在1997年退出個人電腦市場。
1985年，美國聯邦通信委員會將900兆赫頻譜分配予工業、科學及醫學(ISM)設備使用，有見及此，偉易達開始研發900兆赫無線電話。1991年，偉易達推出全球首部全數碼制式的900兆赫無線電話。
為進一步擴大無線電話業務，偉易達於2000年收購了朗訊科技公司(Lucent Technologies)的消費性電話業務。此項收購亦為偉易達帶來AT&T品牌的獨家使用權，可以製造AT&T 品牌的無線電話和配件並於美國及加拿大銷售。雖然這次收購令偉易達的電訊產品銷售額增加百分之五十，但同時亦導致經營虧損及作出撇帳安排。偉易達於2001年3月發出盈利警告，並進行大規模的業務重組。至2002年財政年度，偉易達扭轉形勢，轉虧為盈。
現在，無線電話及電子教育產品仍然是偉易達的核心業務；而其承包生產服務則為中型企業生產不同的電子產品，也是公司的主要收入來源之一。偉易達的業務遍布不同地區，產品銷售至北美、歐洲、亞洲、拉丁美洲、中東及非洲。

## 核心業務

### 電訊產品

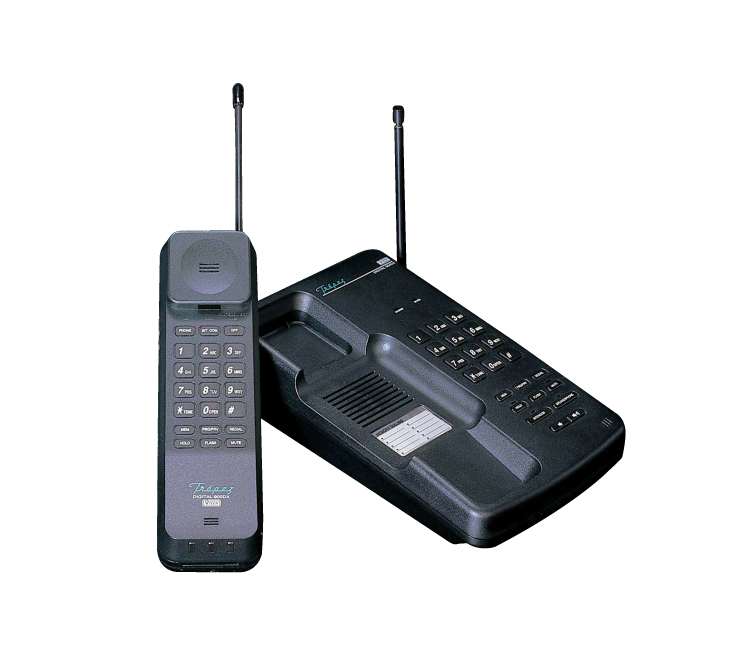
全球首部全數碼制式的900兆赫無線電話

偉易達分別於1991及2002年推出了全球第一部900兆赫及5,800兆赫的無線電話。根據市場調查公司MZA Limited的資料，偉易達現時為全球最大的無線電話生產商。
根據市場調查公司MarketWise Consumer Insights LLC的數據，偉易達在北美是行業翹楚，銷售AT&T及偉易達品牌的電話和配件。在北美以外地區，偉易達主要向固網電話供應商、知名品牌及經銷商以原設計生產方式提供產品。偉易達是德國電訊（Deutsche Telekom）有線及無線電話的獨家供應商，亦是澳洲電訊商Telstra旗下固網電話的直接供應商。
2009年，偉易達推出首部商用電話，以中小型企業為銷售對象。
其他電訊產品包括酒店電話、無線耳機、綜合接駁設備產品及嬰兒監察器等。

### 電子學習產品
自1980年推出首部教導兒童拼字及算術的產品起，偉易達成為了電子學習產品行業的先驅之一。
時至今日，偉易達已是全球最大的電子學習產品生產商之一，生產獨立產品及平台產品，而平台產品涵蓋不同的遊戲主機及各種軟件。
偉易達於2004年推出 V.Smile電視學習系統，為其電子學習產品建立了平台產品這類別。近年並加入了其他平台產品，包括InnoTab、MobiGo和V.Reader。
於2012年，Switch & Go Dinos產品系列為偉易達拓展學習產品以外的貨架空間，此系列是恐龍和玩具車互相轉換的變形玩具。

### 承包生產服務
偉易達早於1980年代起提供承包生產服務，經過多年發展，於2000年代初成為公司的核心業務之一。
現時偉易達為全球五十大電子製造服務供應商之一，為中型企業提供生產服務。其承包生產服務以四項產品類別為主：專業音響設備、開關電源供應產品、無線產品及固態照明產品。
偉易達承包生產服務的產能於2011年11月增加了百分之四十，新的生產設施令偉易達能夠生產精密且符合嚴格安全及品質規定的產品，包括須取得美國食物及藥品管理局批准的產品。近年，偉易達不斷開拓新的產品類別，包括醫療及護理產品和測試及量度設備。

## 連結
- 偉易達官方網站 （页面存档备份，存于）